# 大柳镇 (滁州市)
大柳镇，是中华人民共和国安徽省滁州市南谯区下辖的一个乡镇级行政单位。

## 行政区划
大柳镇下辖以下地区：
大柳社区、横塘村、曲亭村、华严庵村和大柳种羊场。